# Ayuntamiento de Gerona
El Ayuntamiento de Gerona (en catalán: Ajuntament de Girona) es la institución que se encarga de la administración local del municipio español de Gerona, en la comunidad autónoma de Cataluña.
Desde 1979 sus responsables políticos son escogidos por sufragio universal por los vecinos con derecho a voto, en elecciones celebradas cada cuatro años. De 2011 a 2016 su alcalde fue Carles Puigdemont (CiU), que dejó el cargo por su nombramiento como presidente de la Generalidad de Cataluña. Desde marzo de 2016 la alcaldesa es Marta Madrenas, también de CiU.

## Alcaldes
| Periodo   | Nombre                                                                          | Partido                                    |
| --------- | ------------------------------------------------------------------------------- | ------------------------------------------ |
| 1979-1983 | Joaquim Nadal                                                                   | Partit dels Socialistes de Catalunya (PSC) |
| 1983-1987 | Joaquim Nadal                                                                   | Partit dels Socialistes de Catalunya (PSC) |
| 1987-1991 | Joaquim Nadal                                                                   | Partit dels Socialistes de Catalunya (PSC) |
| 1991-1995 | Joaquim Nadal                                                                   | Partit dels Socialistes de Catalunya (PSC) |
| 1995-1999 | Joaquim Nadal                                                                   | Partit dels Socialistes de Catalunya (PSC) |
| 1999-2003 | Joaquim Nadal (1999-2002) Anna Pagans (2002-2003)                               | Partit dels Socialistes de Catalunya (PSC) |
| 2003-2007 | Anna Pagans                                                                     | Partit dels Socialistes de Catalunya (PSC) |
| 2007-2011 | Anna Pagans                                                                     | Partit dels Socialistes de Catalunya (PSC) |
| 2011-2015 | Carles Puigdemont                                                               | Convergència i Unió (CiU)                  |
| 2015-2019 | Carles Puigdemont (2015-2016) Albert Ballesta (2016) Marta Madrenas (2016-2019) | Convergència i Unió (CiU)                  |
| 2019-2023 | Marta Madrenas                                                                  | Junts per Catalunya (JxC)                  |
| 2023-act. | Lluc Salellas                                                                   | Candidatura d'Unitat Popular (CUP)         |

## Resultados electorales
| Partido político                                         | 2023  | 2023  | 2023       | 2019  | 2019   | 2019       | 2015  | 2015   | 2015       | 2011  | 2011   | 2011       | 2007  | 2007   | 2007       |
| Partido político                                         | %     | Votos | Concejales | %     | Votos  | Concejales | %     | Votos  | Concejales | %     | Votos  | Concejales | %     | Votos  | Concejales |
| Partit dels Socialistes de Catalunya (PSC)               | 25,22 | 8 644 | 8          | 18,71 | 8120   | 6          | 14,50 | 5265   | 4          | 24,91 | 7505   | 7          | 36,60 | 11 279 | 10         |
| Candidatura d'Unitat Popular (CUP)                       | 23,31 | 7988  | 8          | 19,15 | 8311   | 6          | 14,94 | 5425   | 4          | 9,90  | 2981   | 3          | 2,97  | 916    | 0          |
| Junts per Catalunya (JxC)-Convergència i Unió (CiU)      | 20,27 | 6949  | 6          | 30,96 | 13 435 | 9          | 32,59 | 11 833 | 10         | 33,60 | 10 123 | 10         | 23,08 | 7111   | 6          |
| Esquerra Republicana de Catalunya (ERC)                  | 9,19  | 3151  | 3          | 14,49 | 6289   | 4          | 15,18 | 5513   | 4          | 5,32  | 1604   | 0          | 13,52 | 4167   | 4          |
| Partit Popular de Catalunya (PP)                         | 5,22  | 1791  | 1          | 3,29  | 1429   | 0          | 5,96  | 2163   | 1          | 12,45 | 3750   | 3          | 9,39  | 2892   | 2          |
| Vox                                                      | 5,07  | 1739  | 1          | 1,37  | 594    | 0          | —     | —      | —          | —     | —      | —          | —     | —      | —          |
| En Comú Podem (ECP)-Iniciativa per Catalunya Verds (ICV) | 2,60  | 892   | 0          | 3,42  | 1483   | 0          | 4,16  | 1512   | 0          | 7,49  | 2256   | 2          | 11,39 | 3511   | 3          |
| Ciutadans (CS)                                           | 0,57  | 198   | 0          | 6,62  | 2891   | 2          | 11,90 | 5965   | 4          | 1,34  | 403    | 0          | 2,39  | 737    | 0          |

## Evolución de la deuda viva municipal
El concepto de deuda viva contempla sólo las deudas con cajas y bancos relativas a créditos financieros, valores de renta fija y préstamos o créditos transferidos a terceros, excluyéndose, por tanto, la deuda comercial.
| Gráfica de evolución de la deuda viva del Ayuntamiento entre 2008 y 2023                         |
|                                                                                                  |
| Deuda viva del Ayuntamiento de Gerona, en miles de euros, según datos del Ministerio de Hacienda |